# ريوتا إمورو
ريوتا إمورو (باليابانية: 飯室 綾太) (29 سبتمبر 1982 في كاناغاوا في اليابان – )؛ هو لاعب كرة قدم سابق كان يلعب كلاعب وسط.

## وصلات خارجية
- ريوتا إمورو على موقع رابطة كرة القدم اليابانية للمحترفين (اليابانية)